# Ríg
Ríg, également connu sous le nom de Rígr, est la forme humaine du dieu nordique Heimdall (du groupe des Ases) lors de ses voyages à Midgard, le monde des hommes.

## Biographie
Dans la mythologie nordique, plus précisément dans le poème Eddique la Rígsþula (ou Rígsmál, signifiant Le Lai de Ríg en vieux norrois), Ríg est le nom que prit Heimdall pour se dissimuler, lorsqu'il partit pour Midgard où il créa les trois classes d'humains : 
1. Les serfs, Thrall qu'il créa lors de son premier voyage à Midgard ;
2. Les paysans libres, Karl créés lors du deuxième voyage vers Midgard ;
3. Le noble guerrier, Jarl créé lors du troisième et dernier voyage de Ríg pour Midgard.

### Dernier voyage de Ríg
Ríg, pour son dernier voyage à Midgard, se retrouva face à un somptueux manoir. Ses habitants étaient Fadir et Modir (Père et Mère). Ils lui offrirent un repas copieux et divin, qu'ils arrosèrent irraisonnablement sur leur plus belle table. La nuit arrivée, ils se couchèrent tous les trois dans le même lit, Ríg au centre. 9 mois plus tard, Modir accouchait d'un petit garçon habile et fort intelligent. On l'appela Jarl et fut le premier de la lignée des Guerriers. Une fois adulte, Ríg lui enseigna de nombreuses choses : les runes, le langage des oiseaux, les mots magiques pour calmer la mer, les formules pour éteindre le feu et pour détruire l'arme d'un ennemi. Puis Ríg s'en retourna vers Asgard, après avoir dévoilé sa paternité à Jarl, qui put ensuite accomplir son destin.

## Galerie

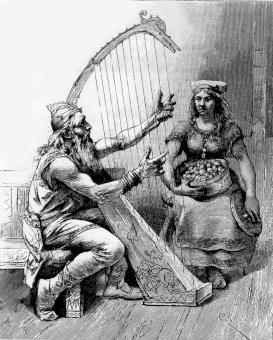
Heimdall sous les traits de Ríg (par Carl Larsson).